# Репінський Марко Якович
Марко Якович Репінський (1904, село Осово Климовицького повіту Могильовської губернії, тепер Климовицького району Могильовської області, Республіка Білорусь — 1966, місто Ленінград, тепер Санкт-Петербург, Російська Федерація) — білоруський радянський діяч, в.о. 3-го секретаря ЦК КП(б) Білорусії, 1-й секретар Могильовського обласного комітету КП(б) Білорусії. Член Бюро ЦК КП(б) Білорусії з 31 січня 1938 до 27 січня 1939 року. Депутат Верховної ради Білоруської РСР 1-го скликання.

## Життєпис
Народився в родині селянина-середняка. У 1916 році закінчив початкову сільську школу в селі Говеновичі Рєчицького повіту Гомельської губернії.
До лютого 1923 року працював у сільському господарстві батька в селі Балашівка Рєчицького повіту Гомельської губернії.
З лютого 1923 до червня 1924 року — учень професійно-технічної школи металістів міста Речиця Гомельської губернії, закінчив три класи. У 1924 році вступив до комсомолу.
З червня до листопада 1924 року працював у сільському господарстві батька в селі Балашівка Рєчицького повіту Гомельської губернії.
У листопаді 1924 — червні 1925 року — секретар сільської ради села Балашівка Рєчицького повіту.
З червня до жовтня 1925 року навчався на курсах поштово-телеграфних адміністративних працівників у Мінську.
У жовтні 1925 — жовтні 1926 року — працівник поштово-телеграфного відділення на станції Калинковичі Мозирського округу.
У жовтні 1926 — січні 1928 року — червонофлотець, курсант класів рядових і старшин радіотелеграфістів електрошколи Робітничо-селянського Червоного флоту в Кронштадті.
Кандидат у члени ВКП(б) з вересня 1926 року, член ВКП(б) з листопада 1927 року.
У січні 1928 — жовтні 1930 року — червонофлотець, радіомонтер особливого механічного бюро Військово-морського флоту в Ленінграді. У жовтні 1930 — червні 1931 року — радіомонтер особливого механічного бюро Військово-морського флоту в Ленінграді.
У червні 1931 — лютому 1935 року — секретар партійного комітету особливого механічного бюро Військово-морського флоту в Ленінграді.
У 1932 році закінчив вечірній радіотехнікум у Ленінграді.
У лютому 1935 — квітні 1936 року — інструктор Смольнинського районного комітету ВКП(б) Ленінграда.
У квітні 1936 — жовтні 1937 року — інструктор Дзержинського районного комітету ВКП(б) Ленінграда.
25 жовтня 1937 — 10 червня 1938 року — в.о. 3-го секретаря ЦК КП(б) Білорусії.
11 березня — 28 травня 1938 року — 1-й секретар Організаційного бюро ЦК КП(б) Білорусії по Могильовській області.
31 травня — жовтень 1938 року — 1-й секретар Могильовського обласного комітету КП(б) Білорусії.
У вересні 1938 — липні 1941 року — директор Державного видавництва Білоруської РСР.
З липня 1941 до серпня 1946 року служив на Балтійському флоті ВМС СРСР, учасник німецько-радянської війни. У липні 1941 — травні 1942 року — командир взводу служби спостереження та зв'язку Кронштадтського укріпленого сектору. З травня до липня 1942 року — командир окремої роти зв'язку Кронштадтського укріпленого сектору. У липні — серпні 1942 року — командир роти окремого батальйону зв'язку Балтійського флоту. У серпні 1942 — квітні 1945 року — технік, старший радист складу № 200 відділу зв'язку Балтійського флоту. У квітні 1945 — серпні 1946 року — технік, старший із ремонту радіолокаційних станцій відділу радіолокації Балтійського флоту.
У серпні 1946 — січні 1947 року — начальник відділу зберігання складу № 211 відділу радіолокації Північно-Балтійського флоту. У січні 1947 — січні 1948 року — начальник складу № 211 відділу радіолокації Північно-Балтійського флоту.
З січня 1948 до липня 1949 року — старший офіцер науково-дослідного морського радіолокаційного інституту в Ленінграді. З липня 1949 року — старший офіцер Ленінградського інституту № 6 Військово-морського флоту СРСР. У лютому 1954 року продовжував працювати на цій посаді.
Помер у 1966 році в Ленінграді. Його партійні документи були анульовані Ленінградським міським комітетом КПРС 3 березня 1966 року «як на померлого».

## Звання
- Лейтенант
- Старший лейтенант